# Biessenmühle
Die Biessenmühle, auch Biesenmühle, war eine Wassermühle bei Füssenich, einem Stadtteil von Zülpich im Kreis Euskirchen.
Die Mahlmühle lag direkt am Neffelbach. Heute befindet sich dort der durch Braunkohleabbau entstandene Naturschutzsee Füssenich.
Im Jahre 1805 wurde die Mühle erstmals erwähnt, und zwar wurde als Pächter Tilmann Braun genannt. Die Mühle hatte zwei Mahlgänge im Wechselwerk mit einem oberschlächtigen Wasserrad. 1957 befand sich die Mühle im Besitz einer Familie Hülden. Zusätzlich wurde das Mahlwerk schon elektrisch betrieben.